# Ballestilla Reef
Das Ballestilla Reef (englisch, bulgarisch риф Балестиля rif Balestila) ist ein in südost-nordwestlicher Ausrichtung 160 m langes, 40 m breites, flaches und felsiges Riff vor der Nordwestküste von Snow Island im Archipel der Südlichen Shetlandinseln. Es liegt 2,25 km nordwestlich des Byewater Point.
Bulgarische Wissenschaftler kartierten das Riff 2009. Die bulgarische Kommission für Antarktische Geographische Namen benannte es im April 2021 nach einer alternativen Bezeichnung für den Jakobsstab, ein früheres astronomisches Instrument zur Winkelmessung und zur mittelbaren Streckenmessung.